# أ. كينغ ديكسون
أ. كينغ ديكسون (بالإنجليزية: A. King Dickson)‏ هو مصرفي ومدرب رياضي أمريكي، ولد في 1876 في فيلادلفيا في الولايات المتحدة، وتوفي في 1938 في داربي (بنسيلفانيا) في الولايات المتحدة.